# 大武漁港

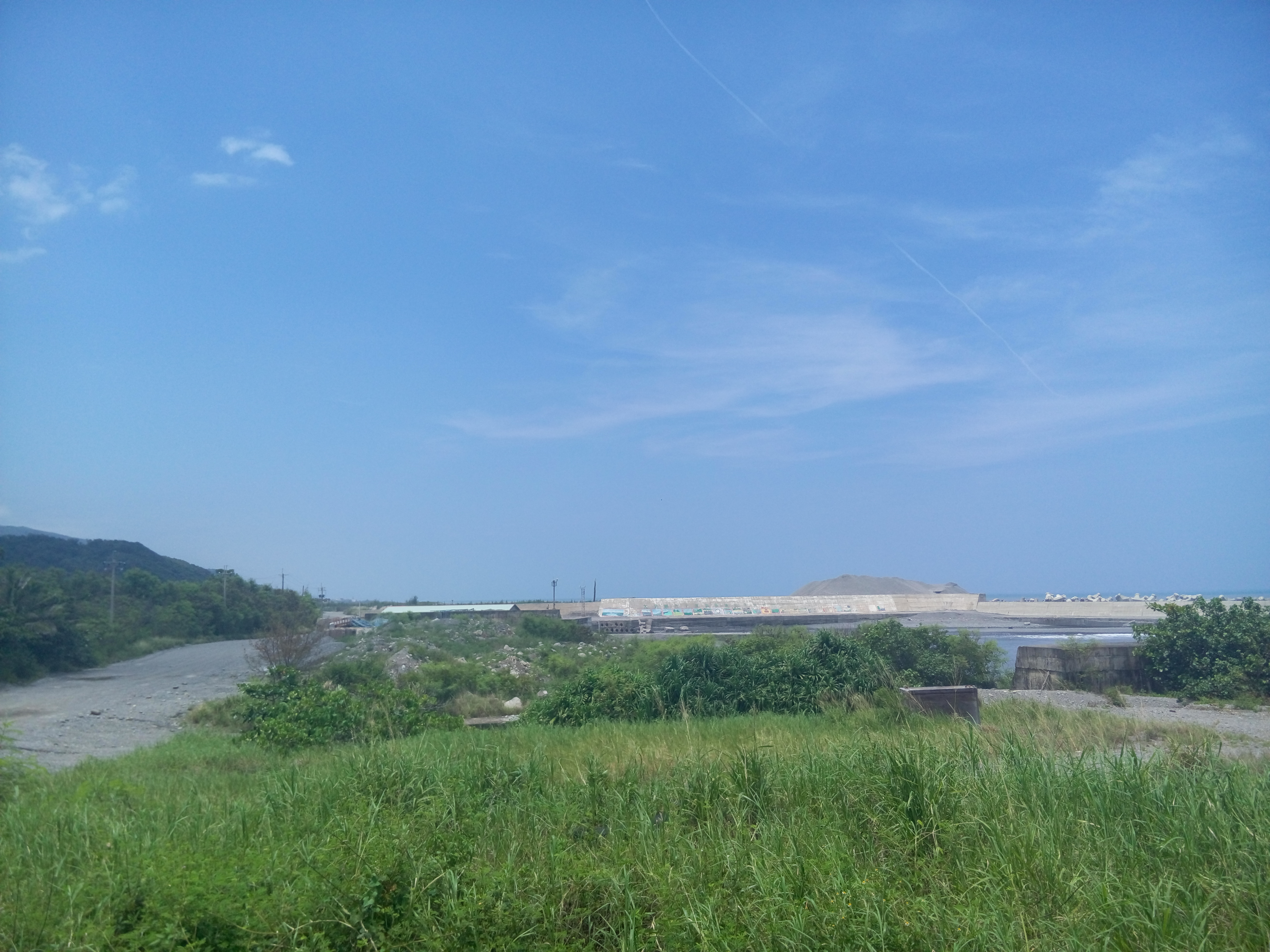
尚武漁港外港

大武漁港（排灣語： Pangeluy a Puvarukuran），又稱尚武漁港，為一座位於臺灣臺東縣大武鄉尚武村的漁港，該漁港列入農業部漁業署所劃分的第二類漁港中，目前設籍於漁船數有117艘，由臺東縣政府進行管理與維護。
大武漁港外海海域位於寒暖流的交會處，還有來自海床向上流動的湧升流所挾帶著鹽分，並且在極深的海溝裡少有汙染，使得魚類迴游群聚，因此在每年11月是當地捕獲白帶魚（油帶魚）最佳的季節。
海洋委員會海巡署東部分署於大武漁港旁設有一座安檢所，名為大武安檢所，該安檢所隸屬在第一三岸巡隊之下。

## 沿革
大武漁港始建於1953年（民國42年），為當時因國共內戰時大陳島撤退所安置於此的大陳義胞因大陳義胞靠捕魚維生，故臺灣省政府在此興建大武漁港。
1956年（民國45年）時已完成之防波堤毀於颱風，1960年（民國49年）起將出海口於大武漁港內的朝庸溪改道，引流至大武漁港北方並興建堤防以防洪水破壞大武漁港。
1961年至1967年（民國50年至56年）之間，大武漁港一共進行六期增建與改善工程，先後完成南、北防波堤及碼頭泊地等建設，六期工程總共耗費台幣3000萬元。
大武漁港因初始地形天然條件極差，因此自大武漁港興建完成後港口時常遭到漂沙堵塞，固然臺灣省政府針對大武漁港進行長年疏濬，但港口屢開屢塞，無法發揮預期的功效。之後於1968年及1978年（民國57年及民國67年）前後兩次委託相關學術單位針對大武漁港地形與已存在之建物進行水工模型試驗，估計整建經費依當時物價指數即高達台幣8億元，因考慮經濟效益報酬率欠佳，故申報暫緩辦理大武漁港改建工程。
1979年（民國68年）臺灣省政府應大武漁港當地人士一再要求，設立專案核撥台幣4200萬元，辦理大武漁港港口改善工程，並備有挖土機及運土卡車交給當時大武鄉公所已在當大武漁港港口再次堵塞時能夠及時派相關機具進行疏濬，以維持航道暢通，但清淤成效仍然不彰。
民國75年時當時管理大武漁港的花蓮港務局為解決大武漁港長年的漂砂問題，研議使用菱型港池之構想，因而重新再進行水工模型試驗，測試菱形港池的構想可行性並尋求最佳方案，然而試驗結果顯示，菱形港池對於大武漁港現在的漂砂問題改善成效能不佳而放棄菱型港構想，轉以替代方案進行規劃。
1991年（民國80年）臺灣省政府重新辦理大武漁港改善港口之研究規劃工作，於民國81年起編列預算以改善港口至民國84年止。改善工程包括先後興建北防波堤234公尺、南防波堤132公尺、北防砂堤二支共140公尺。
目前，在大武漁港第三期漁港建設方案中將繼續進行延長南北防波堤、防砂堤及航道疏浚等工程，以維持大武漁港的正常機能。

## 周遭景點
- 金龍湖
- 金崙溫泉
- 大武海濱公園
- 大武國家森林步道
- 1314號的藍(南迴藝術季)

## 資料來源
1. ↑  .   [2015-02-20]. （原始内容存档于2015-02-21）.
2. ↑  .   [2015-02-20]. （原始内容存档于2015-02-19）.
3. ↑  .   [2015-02-20]. （原始内容存档于2015-02-21）.
4. ↑  .   [2015-02-20]. （原始内容存档于2016-03-05）.
5. ↑  .   [2015-02-20].[永久]